# Carleton University
Die Carleton University ist eine kanadische Universität in Ottawa.
An der 1942 gegründeten Hochschule waren 2019/2020 über 31.000 Studierende eingeschrieben; sie wurden von 965 Professoren unterrichtet.

## Geschichte
Carleton wurde 1942 als erste nichtkonfessionelle private Hochschule Ontarios gegründet. Benannt ist sie nach dem damaligen Carleton County, welches u. a. Ottawa umfasste.
Nach dem Zweiten Weltkrieg wuchs Carleton durch zurückkehrende Soldaten stark und wurde 1952 durch den Carleton University Act in eine staatliche Universität umgewandelt.
Der ehemalige Ministerpräsident und Friedensnobelpreisträger Lester Pearson war von 1969 bis zu seinem Tod 1972 Kanzler der Universität, nachdem er dort zuvor schon eine Professur  innegehabt hatte; noch heute ist eine Bar auf dem Campus nach ihm benannt.
Im Jahre 1971 beschrieb ein Team von US-amerikanisch-kanadischen Wissenschaftlern um den Mineralogen und Kristallographen Professor George Y. Chao von der Carleton University ein neues Mineral und benannte es nach der Universität, an der es zuerst entdeckt und untersucht worden war, als Carletonit.

## Fakultäten

Die Sprott School of Business wurde 2013 von der AACSB akkreditiert

- Kunst, Geistes- und Sozialwissenschaften
  - Carleton University Art Gallery
- Ingenieurwissenschaften und Design
  - Azrieli School of Architecture and Urbanism
- Verwaltungswissenschaften
  - Arthur Kroeger College of Public Affairs
  - Norman Paterson School of International Affairs
- Naturwissenschaften
- Sprott School of Business (Betriebswirtschaft und Management)
- Aufbaustudien und Forschung[7][8]

## Campus

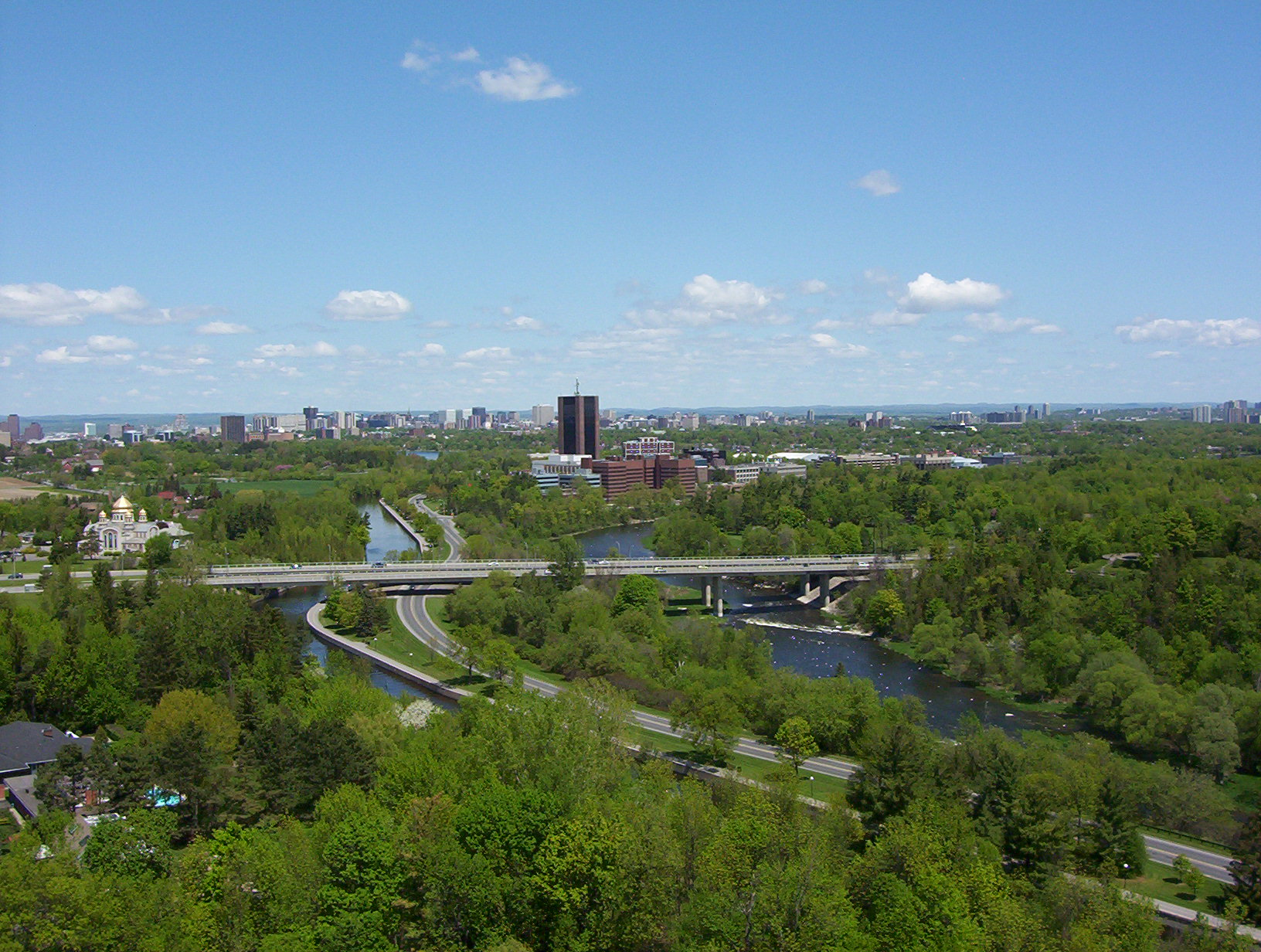
Blick auf den Campus zwischen Rideau-Kanal und -Fluss (Dunton Tower mittig)

Seit 1969 besitzt Carleton einen Campus am Ufer des Rideau Canals. Er umfasst neben den Gebäuden für Lehre und Forschung elf Wohnheimsgebäude, die nach (teilweise ehemaligen) Countys Ost-Ontarios benannt sind, eine Mensa, mehrere Cafés und Kneipen, sowie umfangreiche Sporteinrichtungen. Nahezu alle Gebäude sind durch ein fünf Kilometer langes Tunnelsystem verbunden. Damit ist es den Studenten und dem Personal möglich nahezu jeden Ort auf dem Campus wettergeschützt zu erreichen.
Der Campus wird im Westen und Norden durch den Rideau Canal, im Osten durch die Bronson Avenue und im Süden durch den Rideau River begrenzt. Mitten hindurch führt eine Eisenbahnstrecke, die von der Trillium Line des O-Train genutzt wird. Neben dem Halt des O-Trains wird der Campus auch durch mehrere Buslinien der OC Transpo bedient. Das Campusgelände bildet ein Stadtviertel innerhalb des Bezirks Capital/Capitale. Die umliegenden Viertel sind The Glebe im Norden und Nordosten, Old Ottawa South im Osten (ebenfalls im Capital Ward), Confederation Heights im Süden, Rideauview im Südwesten, die Zentrale Versuchsfarm im Westen (jeweils Bezirk River/Rivière) und Dows See im Nordwesten (Capital Ward).

## Sport

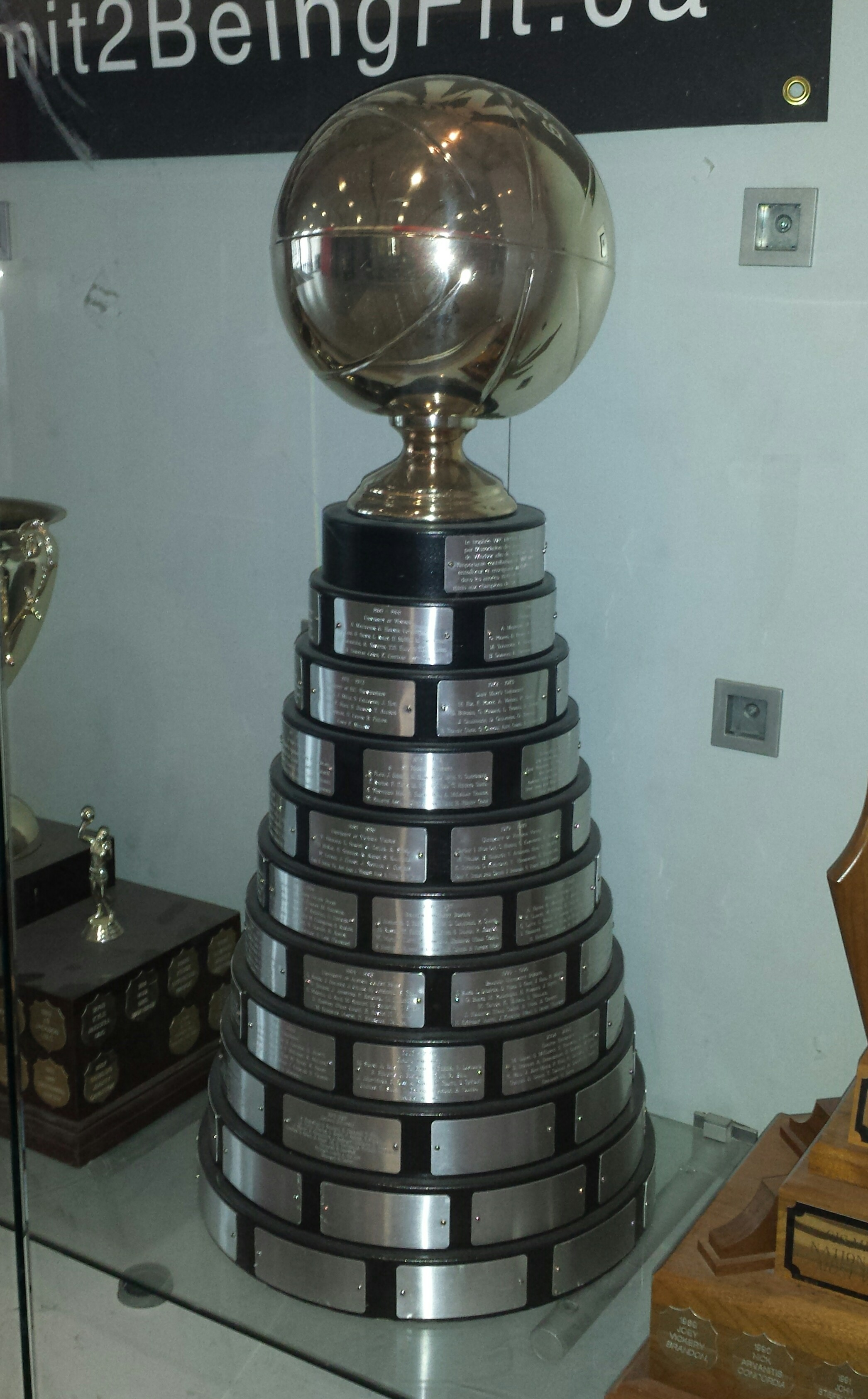
Die W.P. McGee Trophy konnte zuletzt siebenmal in Folge gewonnen werden

Die Mannschaften der Carleton Ravens spielen größtenteils in der East Division der Ontario University Athletics innerhalb der Canadian Interuniversity Sport (die Damenmannschaft im Eishockey spielt in der Réseau du sport étudiant du Québec). Lokalrivale der Ravens sind die Gee-Gees der Universität Ottawa. Besonders erfolgreich ist das Basketballteam, das in den vergangenen Jahren mehrfach den nationalen Titel gewinnen konnte. 2013 nahm nach mehrjähriger Unterbrechung ein neues Football-Team den Spielbetrieb auf.
Besonders wichtige Spiele, z. B. gegen die Ottawa Gee-Gees, werden üblicherweise in größeren Spielstätten abseits des Campus (z. B. Canadian Tire Centre oder TD Place Stadium) ausgetragen, um dem größeren Zuschauerandrang Rechnung zu tragen. Umgekehrt wurde das universitätseigene Keith Harris Stadium in der Frühlingssaison 2014 vom Fußballfranchise Ottawa Fury als Heimspielstätte genutzt.

### Erfolge
- W.P. McGee Trophy (Basketball): 15× (2002/03, 2003/04, 2004/05, 2005/06, 2006/07, 2008/09, 2010/11, 2011/12, 2012/13, 2013/14, 2014/15, 2015/16, 2016/17, 2018/19, 2019/20)
- Queen’s Cup (Eishockey): 3. Platz 2014
- OUA Hockey League Champions: 2020
- OUA East Division (Eishockey): 1. 2013/14
- Wilson Cup (Basketball): 9× (2003, 2004, 2005, 2008, 2009, 2010, 2012, 2013, 2015, 2020)
- OUA Skilanglaufmeister:
  - Damen: 2016–2020
  - Herren: 2010, 2011, 2015, 2017, 2020

## Zahlen zu den Studierenden
Von den 31.522 Studenten des Studienjahrens 2019/2020 studierten 25.395 in Vollzeit und 6.127 in Teilzeit. 27.370 (86,8 %) strebten ihren ersten Studienabschluss (in der Regel einen Bachelor) an, sie waren also undergraduates. 4.152 (13,2 %) arbeiteten auf einen weiteren Abschluss hin, z. B. einen Master, sie waren postgraduates. 3.610 wohnten auf dem Campus. Insgesamt haben über 165.000 Menschen an der Universität studiert.  2015 waren 31.202 Studierende eingeschrieben gewesen.

## Bisherige Kanzler
Die bisherigen Kanzler der Universität Carleton waren:
- 1952–1954 Harry Stevenson Southam, Zeitungsverleger
- 1954–1968 Chalmers Jack Mackenzie, Ingenieur
- 1969–1972 Lester Bowles Pearson, kanadischer Politiker, Premierminister
- 1973–1980 Gerhard Herzberg
- 1980–1990 Gordon Robertson (Emeritus seit 1992)
- 1990–1992 Pauline Jewett
- 1993–2002 Arthur Kroeger (Emeritus 2002)
- 2002 Ramon John Hnatyshyn
- 2003–2009 Marc Garneau[12]
- 2009–2012 Herb Gray[13]
- 2011–2017 Charles Chi, Unternehmer, für Ciena im Marketing tätig
- seit 2019 Yaprak Baltacıoğlu, Politikerin[3]

## Bekannte Absolventen

### Wissenschaft
- Peter Grünberg (1939–2018), deutscher Physiker
- Lawrence Krauss (* 1954), US-amerikanischer Physiker und Wissenschaftsvermittler
- Ivan Fellegi (* 1935), ehem. Leiter des kanadischen Statistikamts, erster M.Sc.- und Ph.D.-Absolvent der Universität
- Wayne Smith, Leiter des kanadischen Statistikamts

### Politik und Diplomatie
- Peter MacKay (* 1965), ehemaliger kanadischer Außen- und Verteidigungsminister
- John Manley (* 1950), kanadischer Jurist und Politiker
- Jim Watson (* 1961), kanadischer Politiker
- Ruth Elizabeth Rouse (* 1963), Grenadische Diplomatin
- Peter Michael Boehm (* 1954), kanadischer Diplomat
- Bruce Donaldson, ehemaliger Vizestabschef der Kanadischen Streitkräfte
- Paul Okalik (* 1964), erster Premier von Nunavut
- Ward Elcock, ehem. Direktor des Canadian Security Intelligence Service
- Jim Judd, ehem. Direktor des Canadian Security Intelligence Service
- Omar Abdirashid Ali Sharmarke (* 1960), somalischer Ministerpräsident
- Louise Charron, Richterin am Obersten Gerichtshof Kanadas
- John Paul Manley (* 1950), ehemaliger Vize-Premierminister von Kanada
- Valerie Hughes, kanadische Juristin bei der Welthandelsorganisation und Hochschullehrerin

### Wirtschaft
- Conrad Black (* 1944), Medienunternehmer
- Marc Brûlé, Geschäftsführer der Royal Canadian Mint
- Shane Smith, kanadischer Journalist, Mitbegründer von Vice[14][15]
- Michael Cowpland (* 1943), Unternehmer und Mitbegründer von Corel
- David Azrieli (1922–2014), Immobilienentwickler

### Kunst und Kultur
- Dan Aykroyd (* 1952), kanadischer Schauspieler
- Hani Rashid (* 1958), kanadischer Architekt
- Karim Rashid (* 1960), US-amerikanischer Designer
- Lynn Coady (* 1970), kanadische Schriftstellerin

### Sport
- Aaron Doornekamp (* 1985), Basketballspieler
- Kristen Foxen (* 1986), Pokerspielerin
- Osvaldo Jeanty (* 1983), Basketballspieler
- Tyson Hinz (* 1991), Basketballspieler
- Melanie Palenik (* 1966), Freestyle-Skierin
- Philip Scrubb (* 1992), Basketballspieler
- Thomas Scrubb (* 1991), Basketballspieler
- Linda Thom (* 1943), Sportschützin